# Karyes (Laconie)
Pour l’article homonyme, voir Karyes.
Karyes (en grec : Καρυές, officiellement Καρυαί) est un village grec situé au centre du Péloponnèse, dans la région de Laconie, à la frontière avec l'Arcadie. Il comptait 927 habitants en 2002 et 729 en 2011.
La cité antique était célèbre dans l'Antiquité pour son temple d'Artémis dite Caryatide, et a donné son nom à un type de sculpture, les cariatides.
Depuis 2010, l'ancienne communauté de Karyes appartient au nouveau dème de Sparte.

## Histoire
Le village moderne tient son nom actuel du bourg antique {Κάρυαι} dont le site se trouvait à proximité. Il est dû aux nombreux noyers {καρύα, (karúa), noyer} qui étaient présents dans la région.[réf. souhaitée]

### Antiquité
D'après la légende, elle doit son nom à Carya, fille de Dion, roi de Laconie. Aimée de Dionysos, elle fut transformée en noyer.

Après la guerre du Péloponnèse, elle tente d'échapper à l'hégémonie de Sparte et recherche l'alliance de Thèbes. Mais les Spartiates détruisent la ville et massacrent les habitants (-368). Elle est à nouveau détruite par les Wisigoths d'Alaric (396), puis abandonnée par la suite.

### Arachova
Le village actuel est une fondation des Slaves qui s'installent au Moyen Âge dans la région ; il porte alors le nom d'Arachova (Les Noyers).
 Il est détruit en 1826, au cours de la guerre d'indépendance grecque, par les armées d'Ibrahim pacha.
Il prend officiellement le nom de Karyai (variante archaïsante de Karyes) en 1930.
Les 14 et 15 mars 1944, les soldats allemands incendièrent 300 maisons. 20 personnes périrent.

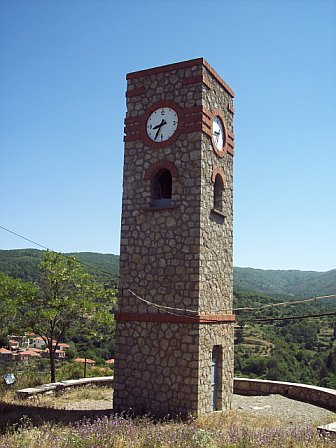
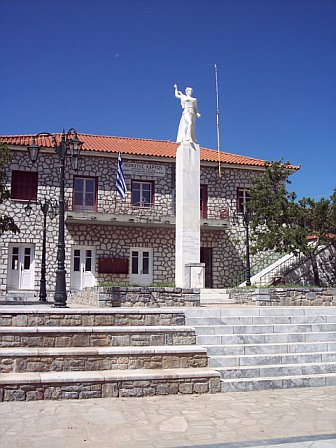